# Sieć troficzna

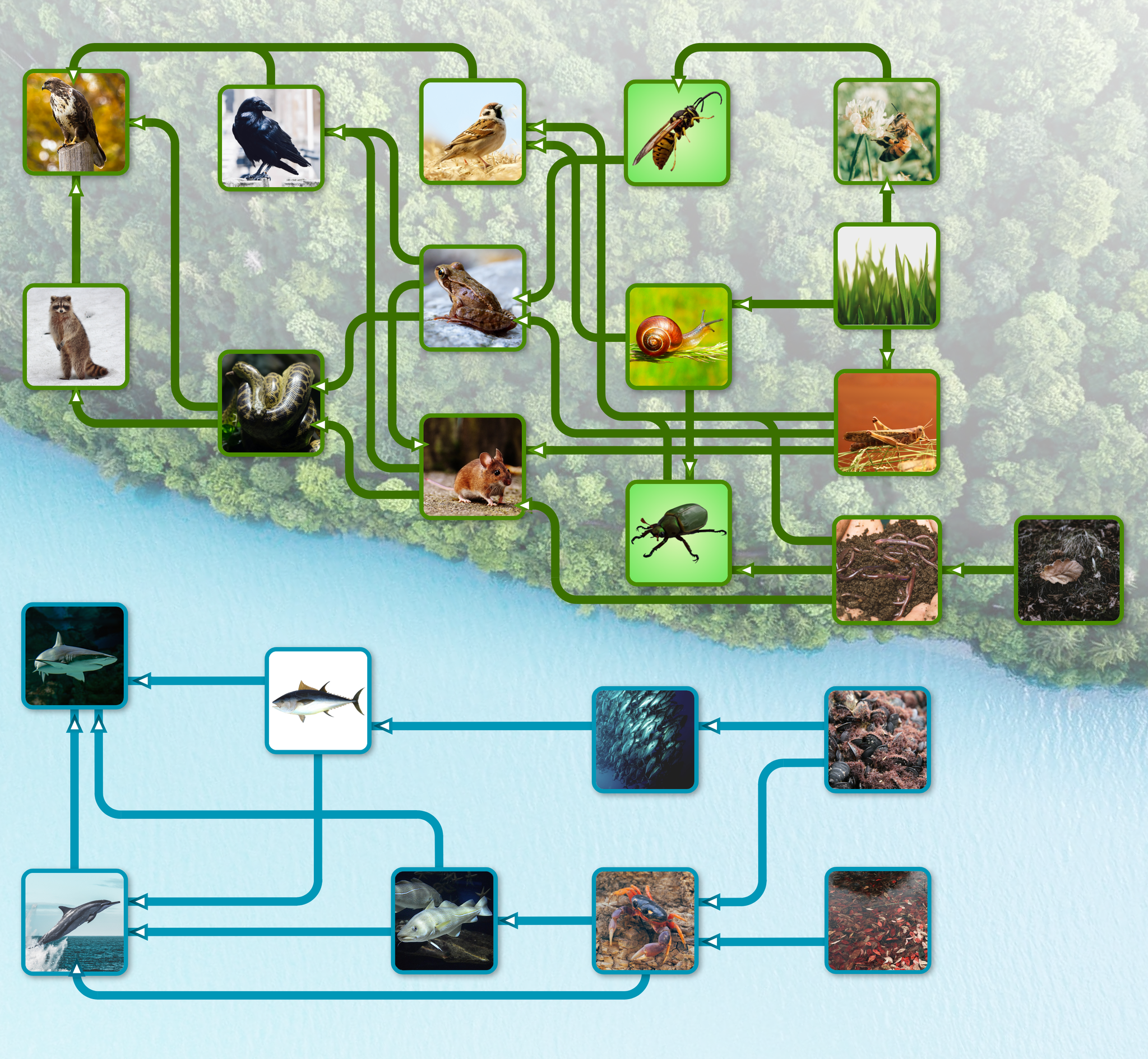
Przykład rozbudowanej sieci pokarmowej

Sieć pokarmowa ekosystemu polarnego

Sieć troficzna, sieć pokarmowa – sieć zależności pokarmowych między organizmami tego samego lub różnych gatunków, żyjących w jednym ekosystemie, mających podobne zwyczaje pokarmowe. Jest ona zbudowana z wzajemnie przeplatających się łańcuchów pokarmowych, z których każdy stanowi ścieżkę biegnącą od pierwszego poziomu troficznego do poziomów kolejnych rzędów.